# Брест (Македонски Брод)
Брест (мкд. Брест) је насеље у Северној Македонији, у средишњем делу државе. Брест припада општини Македонски Брод.

## Географија
Насеље Брест је смештено у средишњем делу Северне Македоније. Од седишта општине, градића Македонски Брод, насеље је удаљено 45 km северно.
Рељеф: Насеље Брест се налази у области Порече, која обухвата средишњи део слика реке Треске. Дато подручје је изразито планинско. Насеље је положено на висовима изнад леве обале реке Треске, у најужем делу тока, у оквиру Поречке клисуре, која је на овом месту преграђена, па је образовано велико вештачко језеро. Западно од насеља уздиже се главно било Суве горе. Надморска висина насеља је приближно 960 метара.
Клима у насељу је планинска због знатне надморске висине. 

## Историја
Почетком 20. века, као и Порече, становништво Бреста је било наклоњено српској народној замисли, па се месно становништво у изјашњавало Србима.

## Становништво
По попису становништва из 2002. године, Брест је имао 189 становника.
Претежно становништво у насељу су етнички Македонци (98% према последњем попису). Остало су Срби.
Већинска вероисповест у насељу је православље.

## Збирка слика
- Брест, пејзаж
- Брест, планина Козјак, поглед са врха Фојник
- Брест, појење стоке на изворишту Шошор
- Брест, споменик код цркве "Св. Илија"
- Брест, црква "Св. Илија", Горња махала
- Брест, црква "Св. Преображење"
- Брест, црква "Св. Талалеј"
- Брест, фреска у цркви "Св. Талалеј"